# Giorgio Belloni
Pour les articles homonymes, voir Belloni.
Giorgio Belloni, né le 13 décembre 1861 à Codogno dans la province de Lodi, et mort le 12 avril 1944 à Azzano di Mezzegra dans la province de Côme, est un peintre italien.

## Biographie
Fils de Giuseppe, Giorgio Belloni naît le 13 décembre 1861 à Codogno.
Il étudie à l'Académie de Brera à Milan, où il est l'élève de Giuseppe Bertini. Il fait ses débuts en 1879 avec deux vues de perspective d'intérieur. En 1881, il s'installe à Vérone, où il pratique la peinture en plein air.
Il s'installe ensuite à Milan, où il s'établit comme peintre paysagiste à partir de 1882. Le succès obtenu à Venise à l'Esposizione Nazionale Artistica di Venezia de 1887 le fait connaître au-delà des frontières régionales. Sous l'influence du naturalisme lombard dès le début des années 1880, il se spécialise dans les paysages marins, peints à partir de la vie pendant les séjours d'été à Sturla, Noli et Forte dei Marmi, mais se distingue par une atmosphère poétique et évocatrice. Tout en continuant à travailler principalement comme peintre paysagiste, produisant des grands formats de la région alpine et de la Brianza, il se tourne également vers les portraits et les natures mortes. L'influence du divisionnisme au tournant du siècle s'est développée à travers sa propre interprétation de la lumière. La participation assidue de Belloni aux grandes expositions nationales et internationales a culminé avec l'attribution d'une salle personnelle à la Biennale de Venise en 1914 et d'une exposition à la Galleria Pesaro en 1919.
Giorgio Belloni meurt le 12 avril 1944 à Azzano di Mezzegra.

## Œuvres

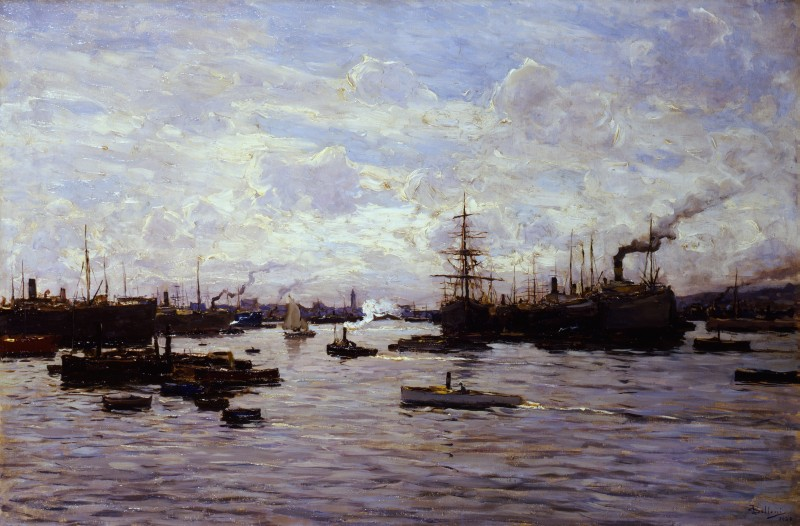
Meriggio nel porto, 1923 (Fondazione Cariplo).

- Settembre[5].
- Tempo triste[5].
- Torna il sereno[5].
- Vento[5].
- Giardino di convento[5].
- Meriggio nel porto, 1923